# Праварасена II (Вацагулма)
Праварасена II (д/н — 415) — магараджа Вацагулми в 400—415 роках.

## Життєпис
Походив з династії Вакатака. Син дхармамагараджи Віндх'яшакті II. Спадкував владу бл. 400 року. Відмовився від титулу дхармамагараджи. На думку дослідників це сталося внаслідок тиску Прабхаватігупти, регентши держави Вакатака-Праварапура, що також спиралася на потугу імперії Гуптів.
Панував близько 15 років. Йому спадкував 8-річний син Сарвасена II.